# Eduardo Fuentes
Eduardo Fuentes (nascut a Sevilla a les primeries del segle XX) fou un compositor espanyol.
Dedicat a l'estudi de la música, no tardà a donar a conèixer les mostres del seu enginy amb les partitures de diverses obres teatrals.
En el Teatre Novedades de Madrid, estrenà el febrer de 1922 una sarsuela amb llibre d'Antonio Soler, titulada Los diablos azules, l'èxit de la qual vingué augmentar la sèrie de triomfs conquerits en la seva carrera per aquest mestre.